# Studencka Baza Namiotowa Lubań

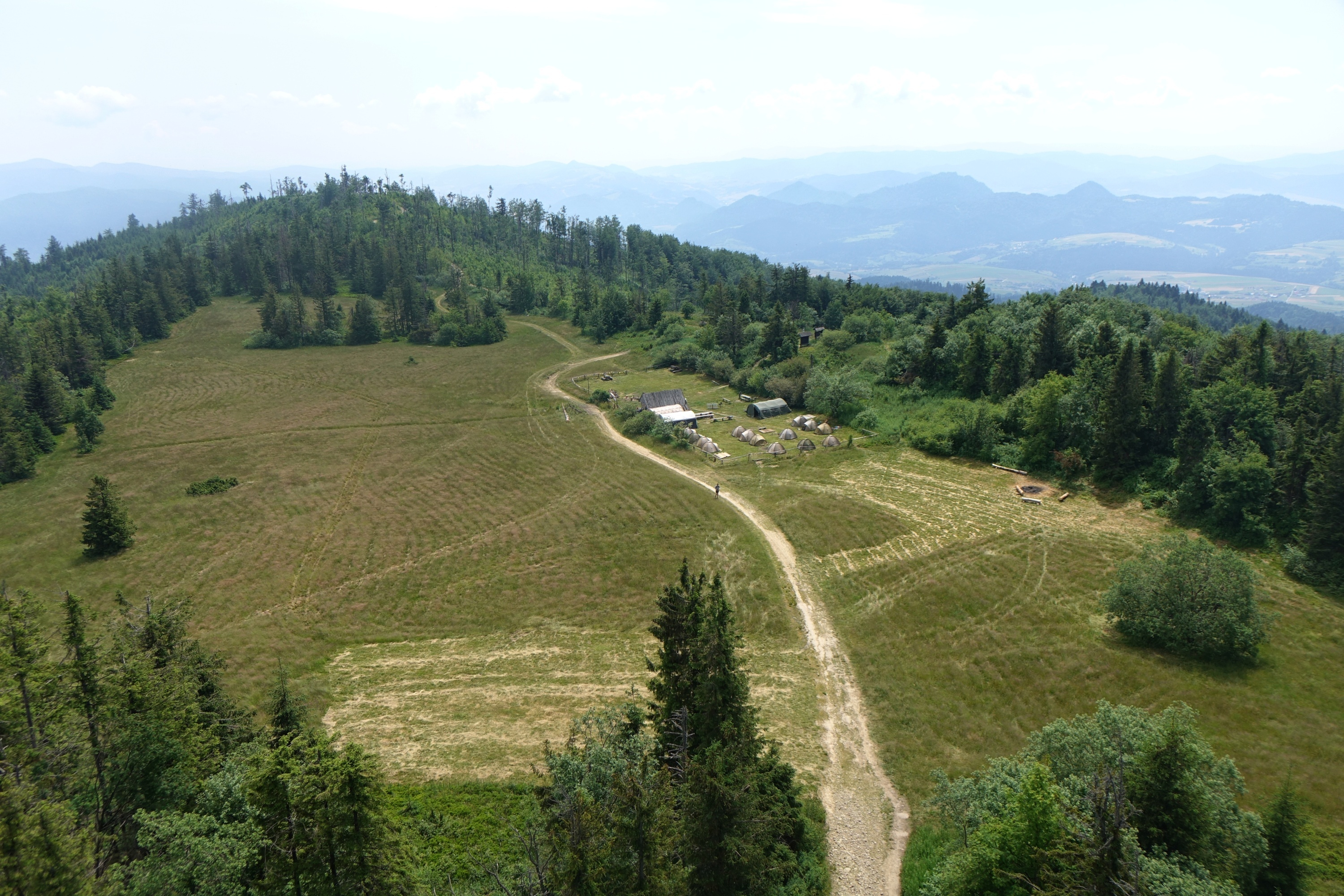
Widok na bazę z wieży widokowej

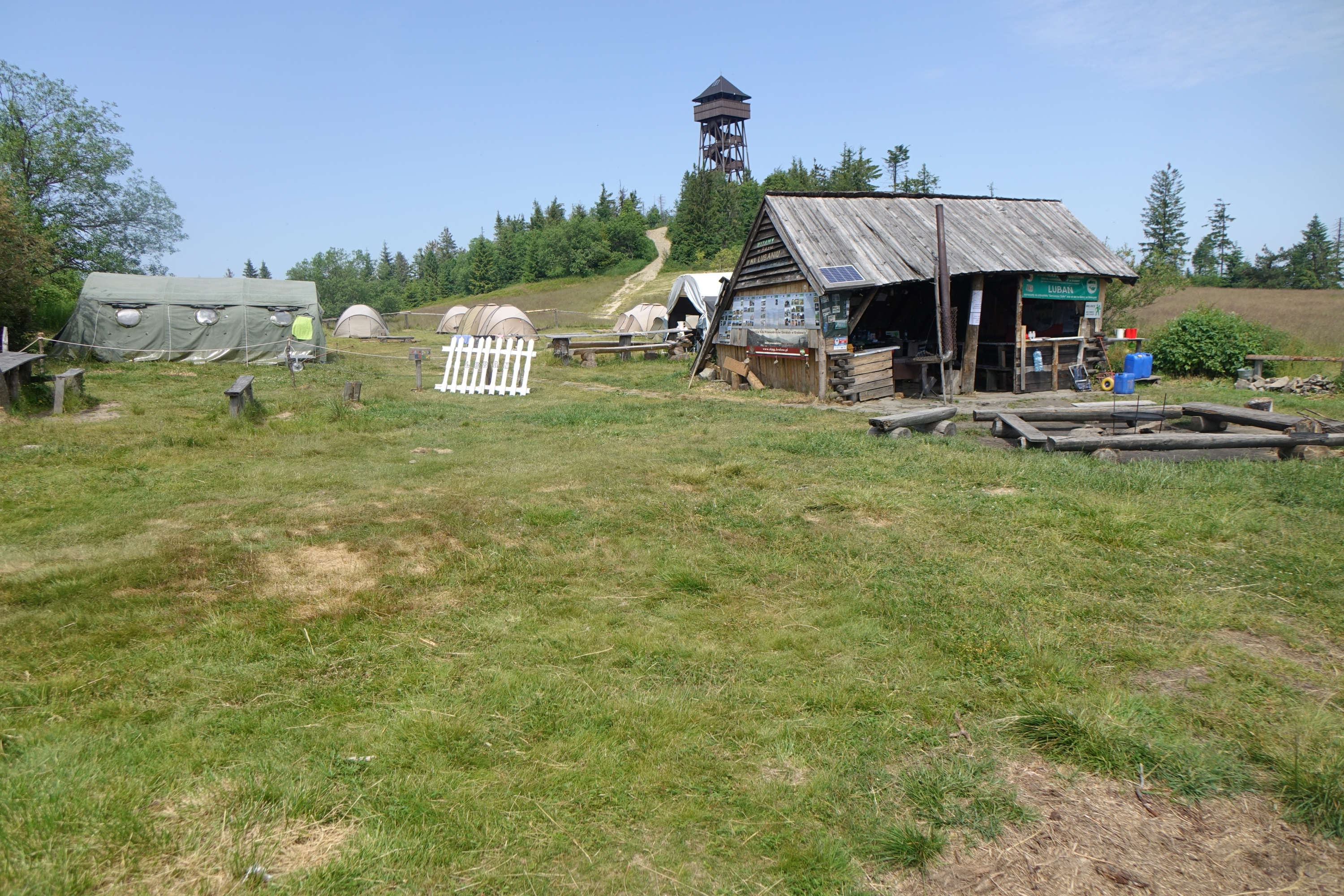
Baza w sezonie

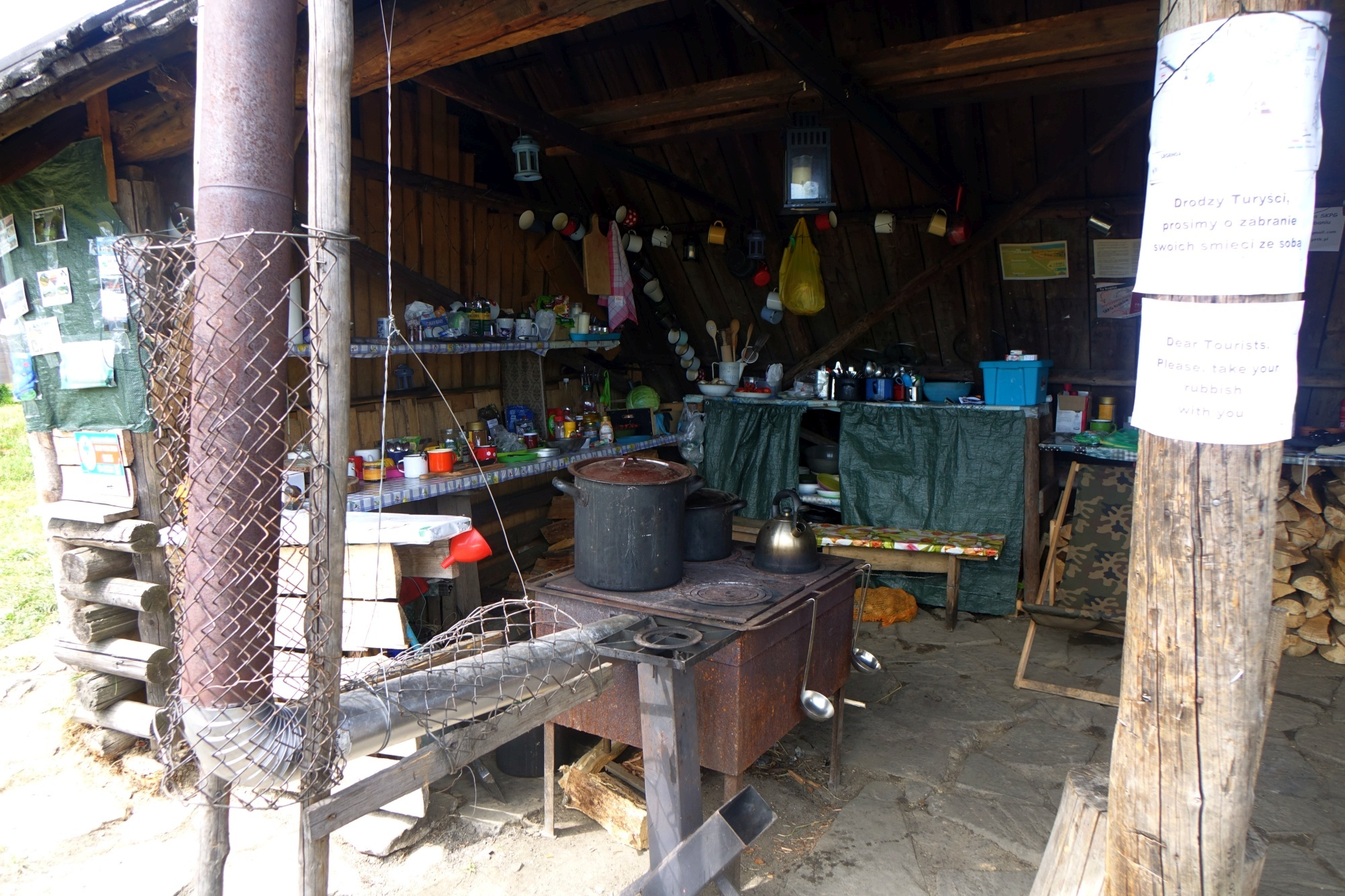
Kuchnia

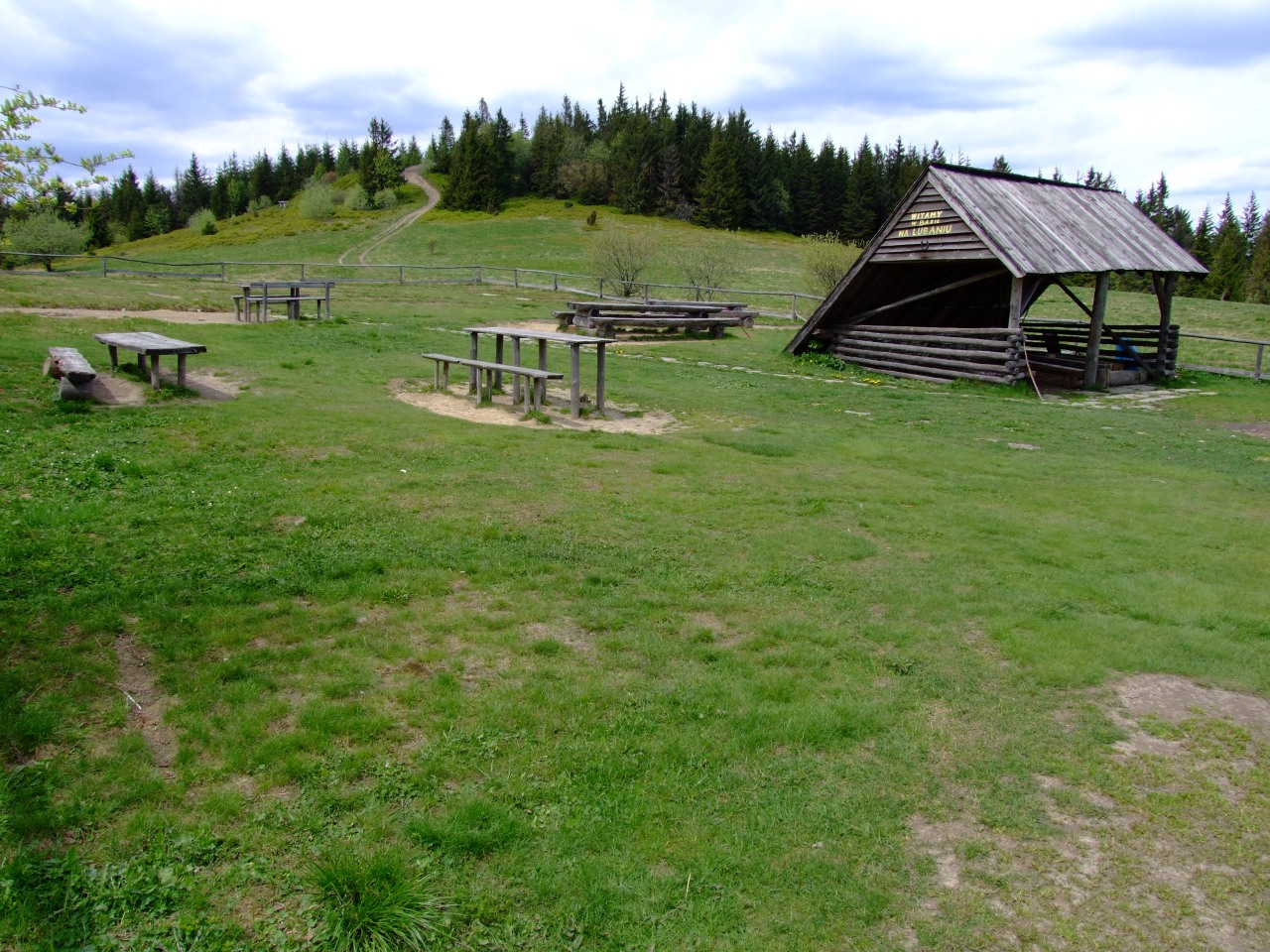
Baza przed sezonem

Studencka Baza Namiotowa Lubań – studencka baza namiotowa na polanie Wierch Lubania w Gorcach. Położona jest na wysokości około 1200 m n.p.m., na płaskim terenie pomiędzy dwoma wierzchołkami Lubania: zachodnim (1211 m) i wschodnim (1225 m).
Działa na polanie od lat 60. XX w. i jest jedną z najstarszych namiotowych baz studenckich. Czynna jest w miesiącach wakacyjnych, przeważnie od 26 czerwca do 30 sierpnia. Początkowo należała do BPiT Almatur z Krakowa, obecnie do krakowskiego Oddziału Akademickiego PTTK. Zawsze prowadzona była przez przewodników z Krakowskiego Studenckiego Koła Przewodników Górskich. Dysponuje około 40 miejscami noclegowymi w 2–4 osobowych namiotach, wypożycza także koce i śpiwory. Można również rozbić własny namiot. Jest piec z naczyniami kuchennymi, jadalnia w dużym namiocie bazowym i drewniana wiata ze stołem i ławami. Wodę należy czerpać z położonego w pobliżu niewielkiego źródełka (na południowym stoku, przy zejściu na przełęcz Snozka).
Na zachodnim wierzchołku znajduje się wieża widokowa na Lubaniu. Widoki z wieży obejmują cały horyzont.

## Szlaki turystyczne
Główny Szlak Beskidzki na odcinku Krościenko – Przełęcz Knurowska:
- z Krościenka przez Marszałek 3:10 h, ↓ 2:10 h
- z Przełęczy Knurowskiej przez Runek 3:35 h, ↓ 3:10 h

 fragment szlaku Tarnów – Wielki Rogacz:
- z Ochotnicy Dolnej 2:15 h, ↓ 1:30 h
- z przełęczy Snozka 2:05 h, ↓ 1:40 h

 szlak Ochotnica Dolna – Grywałd:
- z Ochotnicy Dolnej 2:30 h, ↓ 1:35 h
- z Grywałdu 2:10 h, ↓ 1:20 h

 szlak Tylmanowa – Lubań (Średni Groń):
- z Tylmanowej 2:15 h, ↓ 1:15 h.